# Кийа (деревня)
Ки́йа (эст. Kiia) — деревня на севере Эстонии в волости Сауэ уезда Харьюмаа. На севере деревня граничит с Вахи, Ватсла и Хюйру, на востоке с Ванамыйза и Пюха, на юге и западе с Тутермаа. В 2012 году население деревни составляло 217 человек. Старейшина деревни — Хельмут Паабо.

## История
Под руководством археолога Мати Мандела на территории деревни производились раскопки, свидетельствующие, что поселение здесь находится как минимум с XIV века. Также Манделем здесь были обнаружены шесть культовых камней.
В XVIII веке в Кийа была построена мыза Пеетри (нем. Peterhof), которая на протяжении всего своего существования была побочной мызой мызы Вяэна. Здание усадьбы не сохранилось до наших дней. В XIX веке в Кийа находилась корчма, развалины которой являются памятником архитектуры.
На территории деревни находится часть оборонительных сооружений морской крепости Императора Петра Великого.

## Население
| 2005 | 2006  | 2007  | 2008  | 2009  | 2010  | 2011  | 2012  |
| ---- | ----- | ----- | ----- | ----- | ----- | ----- | ----- |
| 178  | ↗ 193 | ↗ 202 | ↘ 197 | ↘ 195 | ↗ 203 | ↗ 207 | ↗ 217 |

## Галерея

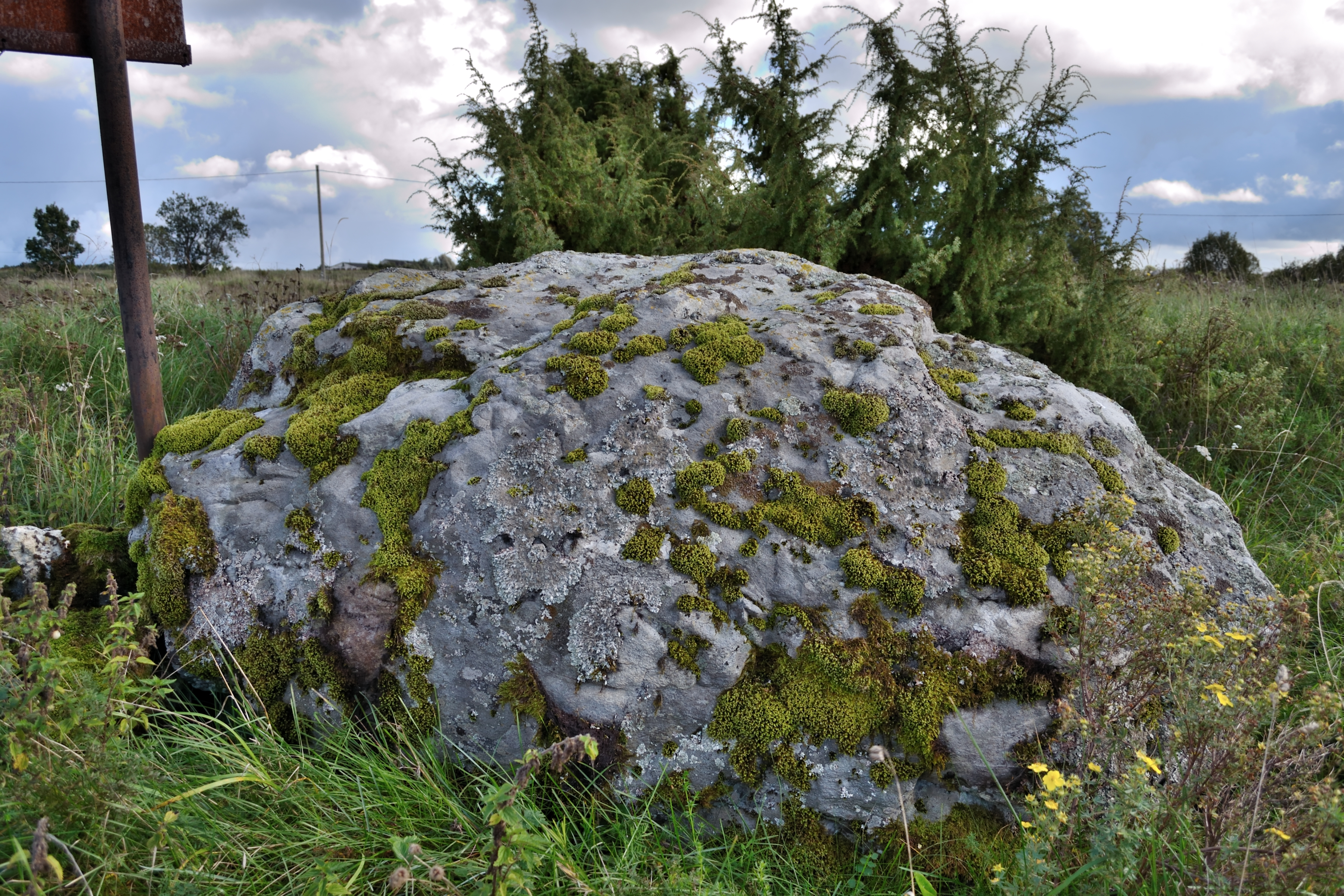
Ритуальный камень в Кийа
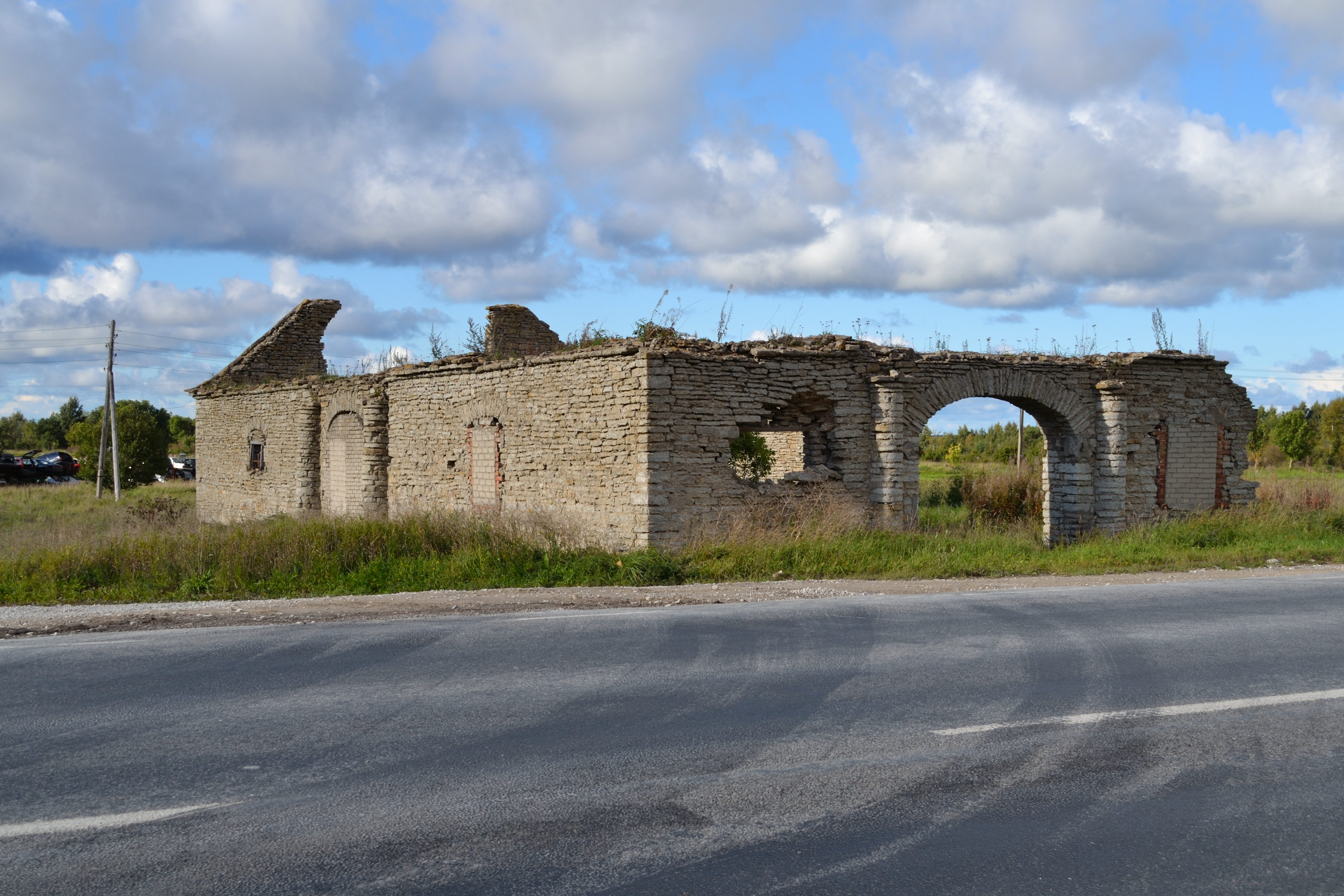
Развалины корчмы XIX века
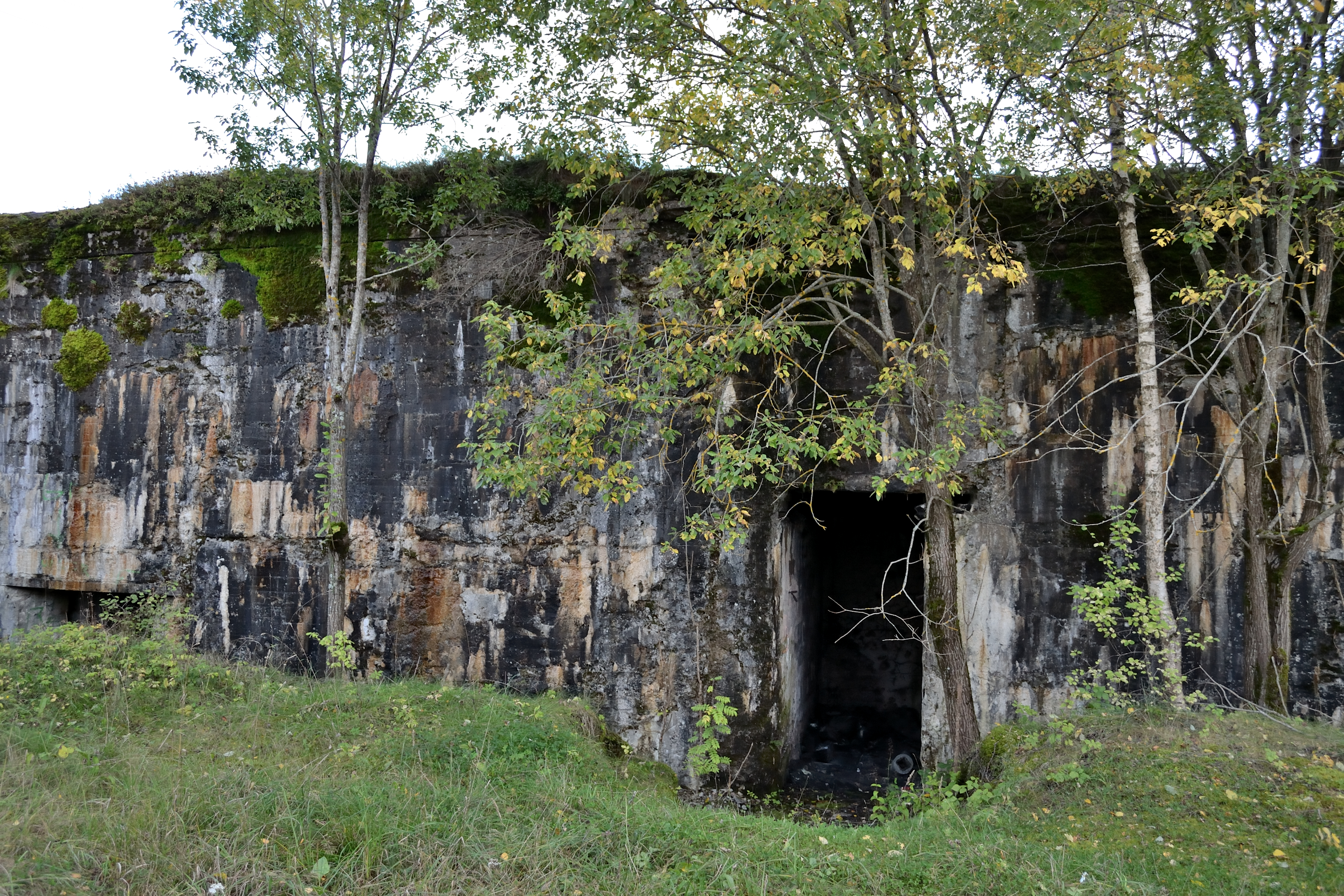
Укрепления морской крепости Петра Великого